# Justine ou les Malheurs de la vertu
Justine, ou les Malheurs de la vertu est un roman français du marquis de Sade, publié anonymement en 1791 à Paris, un an après sa libération, consécutive à la Révolution et à l'abolition des lettres de cachet.
Il s'agit de son premier ouvrage publié, deuxième version d'une œuvre qu'il n'a cessé de réécrire tout au long de sa vie.
Le succès de ce livre conduira, en 1801, sous le Consulat, à son arrestation sans inculpation ni jugement, et à son internement à vie à l'asile de Charenton.

## Les trois versions de Justine
Réunies pour la première fois en 1995 dans le tome II des Œuvres de Sade de la Bibliothèque de la Pléiade, elles se distinguent par leur ampleur, leur ton et leur structure narrative.

### 1.Les Infortunes de la vertu(1787)
Rédigé comme un conte philosophique, ce manuscrit ne fut pas publié du vivant de Sade. Remanié à plusieurs reprises, il fut reconstitué par Maurice Heine (1930), puis Michel Delon pour l'édition Pléiade (1995). D'après Heine, le développement progressif des aventures de l'héroïne poussa Sade à transformer son conte en véritable roman.

### 2.Justine ou les Malheurs de la vertu(1791)
Première édition imprimée, publiée à Paris par la veuve Girouard.

### 3.La Nouvelle Justineou les Malheurs de la vertu(1797[1],[3]) – suivie de l'Histoire de Juliette, ou les Prospérités du vice(1801).
Publiée en dix volumes (quatre pour La Nouvelle Justine, six pour Juliette), cette version illustrée de cent gravures obscènes constitue l'entreprise « pornographique » la plus vaste de son temps. Les volumes portent la mention fictive « En Hollande », sans nom d'auteur ni d'éditeur.
Différences majeures entre les versions :
- Amplification : du manuscrit à La Nouvelle Justine, Sade multiplie les épreuves de son héroïne, intensifie les scènes érotiques et développe de longues dissertations idéologiques.

- Vocabulaire : retenu et allusif dans les deux premières versions, il devient ouvertement obscène dans la dernière.

- Narration : Justine est narratrice dans les deux premières versions, ce qui limite la crudité des descriptions ; elle perd la parole dans La Nouvelle Justine, laissant place à un récit objectif et détaillé.

## L'édition originale de 1791
Composée de deux volumes in-octavo reliés en veau, elle est ornée d'un frontispice allégorique de Philippe Chéry (gravé par Antoine Carrée), représentant la Vertu entre la Luxure et l'Irréligion. Le nom de l'auteur est absent et l'adresse de l'éditeur remplacée par la mention fictive « En Hollande, chez les Libraires associés ».
Dans sa dédicace, Sade revendique l'originalité de son roman : à l'opposé des récits moraux comme Paméla ou la Vertu récompensée de Richardson, il choisit de montrer le vice triomphant et la vertu accablée, afin d'en tirer, paradoxalement, « l'une des plus sublimes leçons de morale ».

### Le roman
« Le dessein de ce roman est nouveau sans doute ; l'ascendant de la Vertu sur le Vice, la récompense du bien, la punition du mal, voilà la marche ordinaire de tous les ouvrages de cette espèce ; ne devrait-on pas en être rebattu ! Mais offrir partout le Vice triomphant et la Vertu victime de ses sacrifices, montrer une infortunée errante de malheurs en malheurs, jouet de la scélératesse ; plastron de toutes les débauches ; en butte aux goûts les plus barbares et les plus monstrueux ;  (…) n’ayant pour opposer à tant de revers, à tant de fléaux, pour repousser tant de corruption, qu'une âme sensible, un esprit naturel et beaucoup de courage ; hasarder en un mot les peintures les plus hardies, les situations les plus extraordinaires, les maximes les plus effrayantes, les coups de pinceau les plus énergiques, dans la seule vue d’obtenir de tout cela l'une des plus sublimes leçons de morale que l’homme ait encore reçue ; c'était, on en conviendra, parvenir au but par une route peu frayée jusqu'à présent. »
Résumé par Maurice Heine :
« Vers 1775, Justine, renvoyée à douze ans du couvent parce qu'elle est soudain devenue orpheline et pauvre, mène, à Paris, une vie de misère et de combats pour sa vertu. Faussement accusée de vol par son maître, l'usurier Du Harpin, elle s'évade à seize ans de la Conciergerie, mais c'est pour courir au-devant d’un viol dans la forêt de Bondy. Elle trouve une bonne place dans un château voisin et la quitte au bout de quatre années, sous la dent des molosses déchaînés contre elle par le jeune comte de Bressac dont elle a refusé d'empoisonner la tante. Recueillie et soignée par Rodin, aussi habile chirurgien que libertin instituteur, elle en est marquée au fer rouge et chassée, quand elle cherche à l'empêcher de disséquer vive une enfant dont il est le père. À vingt-deux ans, elle reprend courageusement la route, atteint Sens, puis Auxerre, d'où elle repart le 7 août 1783. Un pèlerinage auprès de la Vierge miraculeuse de Sainte-Marie-des-Bois la fait devenir victime et rester six mois captive des quatre moines lubriques et meurtriers de cette abbaye. Évadée au printemps de 1784, elle tombe, dès le surlendemain, au pouvoir du comte de Gernande qui la saigne pendant près d'un an, beaucoup moins pourtant que son épouse qui en meurt. Il ne lui arrive rien de bon à Lyon où elle retrouve son violeur, ni sur la route du Dauphiné où, près de Vienne, elle a la malchance de croire aux promesses d’un nommé Roland, qu'elle vient de secourir, sans se douter qu'elle va suivre dans son repaire des Alpes le chef d'une bande de faux-monnayeurs. Plus maltraitée qu'une bête de somme pendant des mois, ensuite arrêtée et conduite à Grenoble avec le reste de la bande, elle n'est sauvée de l'échafaud que par l'éloquence de l'illustre et généreux Servan. Mais bientôt compromise dans une nouvelle affaire et se disposant à quitter Grenoble, elle manque y être la victime d'un évêque coupeur de têtes, puis se voit par vengeance accusée d'incendie, de vol et de meurtre. Incarcérée de ce chef à Lyon, elle y est tourmentée et condamnée par un juge prévaricateur et débauché. Conduite à Paris pour la confirmation d’une sentence capitale, elle est reconnue à une étape par sa sœur Juliette qui a fait fortune et dont l’amant en crédit intervient. Sauvée enfin et réhabilitée, Justine semble devoir vivre heureuse dans le château de ses hôtes. Mais le dernier mot reste au Ciel qui ne saurait laisser la vertu en paix, et celle qui l'incarne meurt, à l’âge de vingt-sept ans, foudroyée au cours de l'affreux orage du 13 juillet 1788. »
Les scènes sont fréquemment interrompues ou encadrées par de longs discours philosophiques, où Sade exprime un athéisme et un immoraliste radicaux.

### Réception et critiques
Le roman connaît un succès de scandale attesté par Louis-Sébastien Mercier et par le nombre d'éditions (cinq jusqu'en 1801).
- 1791, Feuille de correspondance du libraire : critique nuancée, reconnaissant l'intérêt moral potentiel, mais soulignant le danger de l'ouvrage.

- 1792, Petites-Affiches : critique sévère dénonçant un roman « monstrueux » et déconseillant sa lecture, sauf pour en mesurer « le délire de l'imagination humaine ».

- 1797, Spectateur du Nord (Charles de Villers) : constat de la diffusion rapide du livre dans toute l'Europe.

En 1798, Restif de La Bretonne rédige L'Anti-Justine ou les Délices de l'amour, roman libertin conçu comme une réponse moins cruelle à Sade. Resté inédit, il est redécouvert à partir des années 1860.

## Adaptations au cinéma
- 1963 : Le Vice et la Vertu de Roger Vadim, avec Annie Girardot et Catherine Deneuve (librement inspiré).
- 1969 : Justine ou les Infortunes de la vertu (ou Les Deux beautés) de Jesús Franco, avec Romina Power, Klaus Kinski et Jack Palance.
- 1971 : Justine de Sade de Claude Pierson, avec Alice Arno.
- 1973 : L'Enfer des femmes, forêt humide (女地獄 森は濡れた, Onna jigoku: Mori wa nureta?) de Tatsumi Kumashiro.
- 1977 : Cruel Passion de Chris Boger, avec Koo Stark et Martin Potter.

## Sources
1. ↑  Philippe Kassarian et Hugues Ouvrard, "La Nouvelle Justine de Sade : de nouvelles découvertes et une nouvelle année pour l'Edition Originale, 1797", Bibliophile.com, 10 avril 2021. Consulté 17 juillet 2025.
2. ↑  Pascal Ract-Madoux, "L'Édition originale de La Nouvelle Justine et Juliette", Bulletin du bibliophile, volume I, 1992.
3. ↑  La date de 1799 proposée par Pascal Ract-Madoux[2] semble incorrecte.

- Maurice Heine, Le Marquis de Sade, Paris, Gallimard, 1950
- Gilbert Lely, Vie du marquis de Sade, Paris, Jean-Jacques Pauvert, 1952-1957
- Sade, Œuvres, t. II, édition établie par Michel Delon, Gallimard, Bibliothèque de la Pléiade, 1995